# Vojimira
Vojimira je žensko osebno ime.

## Izvor imena
Ime Vojimira je različica ženskega osebnega imena Vojka.

## Pogostost imena
Po podatkih Statističnega urada Republike Slovenije je bilo na dan 31. decembra 2007 v Sloveniji število ženskih oseb z imenom Vojimira manjše kot 5 ali pa se to ime med ženskimi imeni sploh ni uporabljalo.

## Osebni praznik
V koledarju je ime Vojimira zapisano pri imenu Vojka.